# 'Ndruppeche
Il ragù potentino, noto come 'ndruppeche (in italiano intoppo o inciampo), è il ragù di carne mista della cucina tradizionale della città di Potenza.
Il nome di questo condimento fa riferimento al fatto che mangiando i piatti in cui viene utilizzato si inciampa, metaforicamente, nei pezzetti di carne che lo compongono.

## Preparazione
Lo 'ndruppeche, o ragù all'intoppo, si prepara facendo rosolare carne bovina, in genere muscolo di manzo, e suina, sotto forma di salame pezzente, in olio di oliva insieme a spicchi di aglio; la carne così preparata viene poi fatta sobollire per alcune ore con l'aggiunta di salsa di pomodoro; spesso vengono aggiunte anche carni di altri animali quali l'agnello o carni bianche come quelle di coniglio e pollame.
Il sapore caratteristico di questa preparazione deriva dal salame pezzente, un salume artigianale molto grasso, aromatizzato con peperone secco in polvere, semi di finocchio e conservato previa leggera affumicatura.

## Utilizzo e gastronomia
Questo tipo di ragù viene accostato a paste fresche, preparate, secondo la tradizione culinaria dell'Italia meridionale, senza l'utilizzo dell'uovo, nei formati tipici della cucina lucana; i formati di pasta più utilizzati sono i fusilli, i ferretti e gli strascinati. Un piatto tipico è composto da un misto di ferretti e strascinati conditi con lo 'ndruppeche. Le preparazioni in cui si utilizza questo ragù sono di solito insaporite aggiungendo peperoncino fresco, secco o sott'olio e, tradizionalmente nel periodo di Carnevale, rizoma di rafano grattugiato al momento.